# Capayán (Catamarca)
Capayán, conosciuta anche come Villa di Capayán, è una città argentina del dipartimento di Capayán, nella provincia di Catamarca.